# Bobâlna (gmina)
Bobâlna – gmina w Rumunii, w okręgu Kluż. Obejmuje miejscowości Antăș, Băbdiu, Blidărești, Bobâlna, Cremenea, Maia, Oșorhel, Pruni, Răzbuneni, Suarăș i Vâlcelele. W 2011 roku liczyła 1572 mieszkańców.